# Xingeina
Xingeina is een geslacht van kevers uit de familie bladkevers (Chrysomelidae).
De wetenschappelijke naam van het geslacht werd in 1987 gepubliceerd door Chen & Wang.

## Soorten
- Xingeina femoralis Chen, 1987
- Xingeina nigra Chen, 1987
- Xingeina nigrolucens Lopatin, 2006
- Xingeina vittata Chen, 1987